# Vanilla palembanica
Vanilla palembanica ist eine Pflanzenart aus der Gattung Vanille (Vanilla) in der Familie der Orchideen (Orchidaceae). Sie wächst als Kletterpflanze auf Sumatra.

## Beschreibung
Vanilla palembanica ist eine immergrüne Kletterpflanze. Die Blätter werden etwa zehn Zentimeter lang und 4,5 Zentimeter breit. Die Blattform ist oval, das Ende ist spitz ausgezogen, die Basis gerundet, die Blätter sind gestielt. Die Blattadern sind sichtbar.
Der Blütenstand trägt etwa sechs bis acht zweizeilig angeordnete, hellgrüne Blüten. Die Tragblätter sind schuppenförmig reduziert. Der Fruchtknoten ist ungestielt. Die Sepalen sind oval und enden stumpf, die Textur ist fleischig. Die Petalen sind ähnlich geformt, auf der Außenseite sind sie deutlich gekielt. Die Lippe umfasst die Säule röhrenförmig, sie ist ungeteilt, der Rand gewellt, die Spreite mit violetter Zeichnung und rosa Bart. Die Säule ist weiß, am Grund orange gefleckt, unbehaart. Die Kapselfrucht ist kaum gekrümmt, im Querschnitt dreikantig, sie wird bis zu zehn Zentimeter lang.

## Verbreitung
Vanilla palembanica ist endemisch auf Sumatra.

## Systematik und botanische Geschichte
Vanilla palembanica wurde 1867 von Johannes Elias Teijsmann und Simon Binnendijk erstmals beschrieben. Das von Teijsmann gesammelte Material stammte aus der Provinz Palembang.
Innerhalb der Gattung Vanilla wird Vanilla palembanica in die Untergattung Xanata und dort in die Sektion Thetya, die sämtliche Arten der Paläotropis enthält, eingeordnet. Nach Portères ähnelt Vanilla palembanica der Vanilla griffithii, von der sie sich durch die zweizeilige Anordnung der Blüten sowie die ungekrümmten, dreikantigen Früchte unterscheidet. Soto Arenas und Cribb sehen ebenfalls Vanilla griffithii als nahe Verwandte, erwähnen aber auch eine mögliche Verwandtschaft zur Gruppe um Vanilla abundiflora. Für eine genauere Einschätzung sei aber von Vanilla palembanica zu wenig Material bekannt.